# GE/ハネウェル LV100
LV100-5はかつてアメリカ陸軍によってM1エイブラムス戦車とXM2001 クルセイダー自走砲の動力として開発されたガスタービンエンジンである。

## 概要
陸軍はおよそ2,800輌のM1エイブラムスのエンジンをLV100-5に換装することにより、50億USドル以上の運用と整備費用を節約することを期待する。
クルセイダー自走砲の事例ではディーゼルエンジン搭載時と比較してLV100-5エンジンを搭載した場合、任務遂行能力を妥協せず車両の全重量を3トン以上軽量化できるとされた。
ハネウェルとGEアビエーションは2002年6月11日にLV100-5に最初のエンジンの試験を通過した。GE/ハネウェルのチームはアメリカ陸軍との3年間で1億9,600万USドルの契約で18か月で最初の試験を完了した。
ガス発生器の運転速度は毎分34,800回転で15分間運転して円滑に停止したとされる。すべての振動と温度は運転範囲内で6月末までには最高出力での運転予定とされた。
LV100はエイブラムスの運用とライフサイクルコストを従来の2/3にすることが予定された。
LV100-5の部品点数はAGT-1500よりも43%少なく、運用と整備費用を削減でき、同様に小型軽量化され、加速が円滑で排気が無煙化される。 
その後、予算削減のために中止された。

## LV50
出力は600馬力級で大きさは147cm x 46cm x 66cm、体積0.32立方ｍと再生装置付で回転数は24,000rpmで高速発電機を直結して使用され、重量は発電機込みで313kgでフリータービン式なので機械式駆動にも対応しており、同出力のディーゼル発電セットより１トン以上軽量化される。